# Göljerumsgölen
Göljerumsgölen är en sjö i Västerviks kommun i Småland och ingår i Botorpsströmmen-Marströmmens kustområde. Sjön har en area på 0,0449 kvadratkilometer och ligger 11,2 meter över havet.

## Delavrinningsområde
Göljerumsgölen ingår i det delavrinningsområde (638900-154350) som SMHI kallar för Rinner mot Gåsfjärden. Medelhöjden är 23 meter över havet och ytan är 11,24 kvadratkilometer. Det finns inga avrinningsområden uppströms utan avrinningsområdet är högsta punkten. Avrinningsområdets utflöde mynnar i havet, utan att ha någon enskild mynningsplats. Avrinningsområdet består mestadels av skog (77 procent) och jordbruk (14 procent). Avrinningsområdet har 0,05 kvadratkilometer vattenytor vilket ger det en sjöprocent på 0,4 procent.